# 卵腺属
卵腺属（学名：Vitellatus）为微茎科的一个属。

## 下属物种
本属包括以下物种：
- 结实卵腺吸虫 Vitellatus compactus Ke, 1979